# 1月10日
1月10日是公历（平年）一年中的第10天，离全年的结束还有355天（闰年则是356天）。

## 大事记

### 19世紀以前
- 前49年：羅馬共和國執政官尤利烏斯·凱撒率領第十三合組軍團橫渡盧比孔河，凱撒內戰爆發。
- 9年：在廢除孺子嬰皇太子之位後，西漢外戚王莽以代理皇帝身分登基並建立新朝。
- 236年：教宗法比盎被認為是聖靈所選中，據說當時有一隻鴿子停在他的頭上，便開始了他的教宗職務。
- 1356年：波西米亚国王，卢森堡的查理四世在纽伦堡颁布了黄金诏书。
- 1776年：美国思想家汤玛斯·潘恩出版小册子《常识》，主张北美十三州自大英帝国独立。

### 19世紀
- 1810年：由于14年的婚姻生活始终没有孩子，拿破仑一世决定与他的第一任妻子约瑟芬·德博阿尔内离婚。
- 1861年：佛罗里达州宣布退出合众国。
- 1863年：英國倫敦派丁頓車站和法靈頓站之間的大都會線通車，為世界上第一條地鐵路線。
- 1870年：洛克菲勒创办标准石油。
- 1871年：法蘭西第三共和國國防政府將領安托万·尚兹（英语：Antoine Chanzy）在薩爾特省的勒芒地区与普魯士的腓特烈·卡爾所率領之北德意志聯邦及普鲁士王国聯軍爆发决定性的勒芒战役。
- 1894年：朝鮮半島爆發大規模農民武裝起義，其後由於大清帝國及大日本帝國的介入，最終導致甲午戰爭爆發。

### 20世紀
- 1920年：国际联盟成立。
- 1923年：法蘭西第三共和國、比利時王國联军10万人對魯爾區進行軍事佔領，理由是德意志国不能按时履行《凡尔賽条约》规定的赔款义务。
- 1927年：科幻电影《大都会》于德国柏林首映，是世界上最昂贵的無聲电影。
- 1928年：俄国革命家里昂·托洛茨基被迫流亡海外。
- 1929年：比利时画家埃尔热的漫画作品《丁丁历险记》之〈丁丁在蘇聯〉首次在报纸上连载。
- 1938年：美國西北航空公司2號班機在蒙大拿州博茲曼附近墜毀，機上10人全部遇難。
- 1946年：聯合國大會在英國倫敦衛理公會中央禮堂召開首次會議，共計56個會員國代表參與。
- 1949年：淮海戰役結束。
- 1949年：蒋介石下令中央银行将现金移往台湾。
- 1954年：由新加坡經羅馬到倫敦的英國海外航空781號班機在地中海上空爆炸墜毀，機上35人罹難。
- 1964年：巴拿马政府宣布与美国中止外交关系，要求美国归还巴拿马运河的管理权。
- 1966年：印度和巴基斯坦簽署和平協議。
- 1977年：香港海洋公園正式開放，是當時遠東最大規模的海洋主題公園。
- 1990年：北京市解除自1989年5月20日起生效的戒严令。
- 1993年：北大西洋有史以來最強烈的溫帶氣旋布雷爾風暴在中心移動至英國西北部後降至最低壓。
- 1994年：香港匯豐銀行石硤尾分行發生縱火案，火災共造成12人死亡，只有一人生還。
- 1995年：中国国家气候中心在北京建立。
- 1996年：爱尔兰共和军表示愿意解除武装。
- 2000年：美国在线公司和时代华纳公司合并，组建“美国在线—时代华纳公司”。

### 21世紀
- 2001年：中国神舟二号无人飞船发射成功。
- 2002年：香港終審法院就內地居民居港權案進行判決。
- 2003年：朝鲜宣布退出《不扩散核武器条约》。
- 2005年：乌克兰中央选举委员会宣布，反对派总统候选人尤先科在总统选举第二轮重新投票中获胜，当选乌克兰新总统。
- 2011年：西班牙巴斯克分裂主义组织“埃塔”通过巴斯克地区报纸《加拉报》网站发表一段录像和声明，宣布该组织“永久、全面”停火。
- 2013年：超过一百人死于在巴基斯坦发生的连环爆炸，另有270人受伤。
- 2015年：中國新疆维吾尔自治区人民代表大会常务委员会批准《乌鲁木齐市公共场所禁止穿戴蒙面罩袍的规定》。
- 2015年：SpaceX成功從佛羅里達州卡納維爾角發射了獵鷹9號1.1版（英语：Falcon 9 v1.1），作為將天龍號太空船推進太空的一部分，以便週一抵達國際太空站執行SpaceX CRS-5（英语：SpaceX CRS-5）補給任務，然而第一階的試驗性可重複使用發射系統嘗試由於液壓油不足而墜毀在浮動平台，並導致該平台損壞。
- 2017年：歐洲人權法院裁定，瑞士政府強制穆斯林學生參加學校男女混合游泳班的做法合法，法院認為當局以「確保孩子可以成功融入社會」作為優先考慮是合理。
- 2021年：吉爾吉斯共和國舉行總統選舉和政體公投。

## 出生
- 1209年：蒙哥，蒙古帝国大汗，追尊元宪宗（1259年逝世）
- 1538年：拿骚的路易斯，法國奧蘭治公國總督（1574年逝世）
- 1573年：西門·馬里烏斯，德国天文学家和医生（1624年逝世）
- 1628年：乔治·维利尔斯，英格蘭政治家和詩人（1687年逝世）
- 1644年：路易·弗朗索瓦，法國國王衛隊司令、元帥（1744年逝世）
- 1712年：愛新覺羅允祜，康熙帝第二十二子，恭貝勒（1726年逝世）
- 1745年：蒂进，荷蘭外科醫生、學者、商人、大使（1812年逝世）
- 1769年：米歇尔·内伊，法国元帅（1813年逝世）
- 1780年：辛里奇·利希滕斯坦，德國醫生、探險家、植物學家、動物學家（1857年逝世）
- 1797年：安内特·冯·德罗斯特-徽尔斯霍夫，德国作家、詩人（1848年逝世）
- 1810年：杰里迈亚·S·布莱克，美国政治家（1883年逝世）
- 1819年：安藤信正，日本江戶時代後期政治人物（1871年逝世）
- 1834年：約翰·達爾伯格-阿克頓，英國歷史學家、自由主義者（1902年逝世）
- 1835年：福澤諭吉，日本明治時期思想家、教育家，東京學士會院首任院長、慶應義塾大學創立者（1901年逝世）
- 1847年：雅各布·希夫，美國銀行家、慈善家（1920年逝世）
- 1868年：尾崎紅葉，日本小說家（1903年逝世）
- 1869年：格里戈里·拉斯普京，俄国神秘主义者（1916年逝世）
- 1883年：阿列克谢·尼古拉耶维奇·托尔斯泰，苏联作家（1945年逝世）
- 1903年：芭芭拉·赫普沃斯，英國現代主義藝術家、雕塑家（1975年逝世）
- 1908年：柏納德·李，英國電影演員（1981年逝世）
- 1913年：穆罕默德·谢胡，第二任阿尔巴尼亚总理（1981年逝世）
- 1913年：古斯塔夫·胡萨克，捷克斯洛伐克政治家，曾任捷克斯洛伐克总统（1991年逝世）
- 1914年：俞國華，中華民國政治人物（2000年逝世）
- 1915年：楊憲益，中國翻譯家、外國文學研究專家、詩人（2009年逝世）
- 1916年：蘇恩·伯格斯特龍，瑞典生物化學家、前諾貝爾基金會主席，1982年諾貝爾生理學與醫學獎得主（2004年逝世）
- 1918年：鍾亞瑟，圭亞那政治人物，首任圭亚那总统（2008年逝世）
- 1919年：照國萬藏，日本相撲力士，第38代橫綱（1977年逝世）
- 1924年：麥斯·羅區，美國爵士樂鼓手、作曲家（2007年逝世）
- 1925年：關士光，香港恆生指數創辦人（2011年逝世）
- 1929年：黄祖耀，新加坡企业家，大华银行荣誉主席、泛太平洋酒店集團、虎豹企業等董事长，新加坡中正中学董事会主席
- 1930年：李岳生，中國數學家（2024年逝世）
- 1931年：聂阿兹，马来西亚吉兰丹州第12任州务大臣（2015年逝世）
- 1934年：列昂尼德·克拉夫丘克，烏克蘭政治人物，首任烏克蘭總統（2022年逝世）
- 1936年：罗伯特·伍德罗·威尔逊，美国無線電天文學家，1978年诺贝尔物理学奖得主
- 1938年：高德纳，美国计算机科学家，图灵奖得主，被譽為現代计算机科學鼻祖
- 1943年：理查德·哈密顿，美國數學家（2024年逝世）
- 1945年：，蘇格蘭搖滾樂歌手
- 1945年：冈瑟·冯·海根斯，德國解剖學家，生物塑化保存技術發明人
- 1947年：佩尔·施泰因布吕克，德國財政部部長
- 1949年：琳達·拉芙蕾絲，美國色情演員、反色情運動發言人（2002年逝世）
- 1949年：侯水盛，臺灣政治人物（2018年逝世）
- 1949年：喬治·福爾曼，美國男子拳擊運動員，前世界重量級拳擊冠軍（2025年逝世）
- 1950年：安東尼奧·萊亞爾·拉夫林，智利社會學家、政治人物（2021年逝世）
- 1953年：佩特·班納塔，美國搖滾女歌手
- 1955年：羅蘭多·門多薩，菲律賓前高級督察，馬尼拉人質事件中的持械劫持、綁架及謀殺者（2010年逝世）
- 1955年：鄭寶清，臺灣政治人物，曾任立法委員
- 1957年：陳發枝，香港足球員、教練
- 1960年：高田裕司，日本男演員、聲優
- 1960年：古莉·查夏，印度裔英國電影導演、編劇
- 1960年：理查德·巴特爾，英國作家、教授、遊戲研究員
- 1960年：布赖恩·考恩，愛爾蘭政治人物，前任愛爾蘭總理
- 1963年：楊麗音，台灣女演員
- 1963年：孔繁錦，臺灣精神科醫師
- 1963年：茅道林，中國企業家
- 1963年：河野太郎，日本政治人物，現任眾議院議員
- 1963年：馬克·普萊爾，美國政治人物，曾任阿肯色州聯邦參議員
- 1964年：約瑟夫·奧恩，黎巴嫩軍事人物，現任黎巴嫩總統
- 1966年：呂西安·卡斯坦因-泰勒，英國人類學家、藝術家
- 1968年：趙慶泰，韓國政治人物
- 1971年：金希沅，韓國男演員
- 1972年：山口達也，日本演員、歌手，前TOKIO成員
- 1973年：鄭龍進，日本男演員
- 1973年：akko，日本女歌手，My Little Lover成員
- 1973年：格伦·罗宾逊，美國職業籃球運動員
- 1974年：柚木涼香，日本女性聲優
- 1974年：赫利希克·羅桑，印度男演員
- 1974年：杰梅奈·克莱门特，紐西蘭演員和音樂家
- 1975年：前田剛，日本男性聲優
- 1975年：祖堅正慶，日本電子遊戲音樂家、音效編輯
- 1976年：劉敏涛，中國女演員
- 1976年：劉國梁，中國男子乒乓球運動員、教練
- 1976年：亞當·甘迺迪，美国棒球运动员
- 1976年：伊恩·保尔特，英國職業高爾夫球選手
- 1977年：，北愛爾蘭政治人物
- 1978年：三橋加奈子，日本女性聲優
- 1979年：平尾隆之，日本動畫師、演出家、動畫導演、小說家
- 1979年：法蘭西絲卡·碧仙里妮，義大利女子排球運動員
- 1980年：莎拉·夏希，美國女演員
- 1980年：内尔松·奎瓦斯，巴拉圭足球運動員
- 1981年：譚傑明，香港艺人，Mr.成員
- 1981年：朱玟奎，美籍韓國歌手，Fly to the Sky成員
- 1981年：傑瑞德·庫許納，美國商人、投資人、政治人物
- 1981年：張嘉郡，現任立法委員
- 1982年：福圓美里，日本女性聲優
- 1982年：市來光弘，日本男性聲優
- 1983年：周采詩，台灣演員
- 1983年：李妮娜，中國女子自由式滑雪運動員
- 1984年：呂志興，香港足球運動員
- 1984年：韓周完，韓國男演員
- 1984年：卡琪·柯切林，印度女演員
- 1984年：，法國籍摩洛哥裔足球運動員
- 1985年：唐建文，香港足球運動員
- 1985年：柯佳嬿，台灣女演員
- 1985年：阿卜杜勒卡达尔·达卡，敘利亞職業足球運動員
- 1986年：陈金，中國男子羽毛球運動員
- 1986年：張小斐，中國女演員
- 1986年：絲麗莎·史都娃斯，美國模特兒
- 1987年，林昀希，台灣女藝人
- 1987年：伊藤千晃，日本艺人
- 1987年：塞萨尔·西埃洛，巴西男子游泳運動員
- 1988年：光上慧愛蘭，日本女歌手，SDN48前成員
- 1989年：率智，韓國女子偶像團體EXID隊長
- 1989年：石黑英雄，日本男演員
- 1990年：陶李，新加坡女子游泳運動員
- 1990年：山田摩衣，臺灣政治人物
- 1990年：小倉奈奈，日本AV女優
- 1990年：林美奈穗，日本新聞播報員
- 1991年：陳晞文，香港女子滑浪風帆運動員
- 1991年：郭碧琪，香港攝影師、企業家
- 1992年：克里斯蒂安·阿特蘇，迦納職業足球運動員（2023年逝世）
- 1992年：葉品秀，新加坡女子游泳運動員、政治人物
- 1992年：埃曼努埃尔·弗里庞，迦納職業足球運動員
- 1993年：于湉，中國男歌手
- 1995年：高田健太，韓國男子偶像團體JBJ成員
- 1996年：胡祖薇，台灣女模特兒
- 1996年:  肖裕仪，中国女足运动员
- 1996年：大原櫻子，日本女演員、歌手
- 1996年：朴海允，韓國女子偶像團體Cherry Bullet現任隊長
- 1998年：段星星，中國男子偶像團體IXFORM成員
- 1998年：袁雨楨，中國女子偶像團體SNH48成員
- 1999年：李真淑，韓國女子偶像團體宇宙少女成員
- 1999年：梅森·芒特，英格兰职业足球运动员
- 2000年：孫東明，韓國男子偶像團體ONEWE成員
- 2000年：孫東柱，韓國男子偶像團體ONEUS成員
- 2003年：，義大利職業足球運動員
- 2005年：朴乾旭，韓國男子偶像團體ZB1成員
- 生年不詳：高野憲太朗，日本男性聲優

## 逝世
- 681年：教宗佳德，羅馬主教（577年出生）
- 827年：劉克明，唐朝宦官，殺唐敬宗並擁立絳王為帝，因而被擁立唐文宗的神策軍所殺（生年不詳）
- 827年：李悟，唐憲宗第六子，進封絳王，被神策軍所殺（生年不詳）
- 976年：约翰一世，拜占庭帝国皇帝（925年出生）
- 1276年：額我略十世，教宗（約1210年出生）
- 1294年：拉班·掃馬，中國景教教士，旅行家（約1225年出生）
- 1775年：叶梅利扬·普加乔夫，俄国农民起义领袖（约1740年或1742年出生）
- 1778年：卡尔·林奈，瑞典生物学家（1707年出生）
- 1794年：格奥尔格·福斯特，德國自然歷史學家（1754年出生）
- 1824年：維托里奧·埃馬努埃萊一世，撒丁尼亞國王（1759年出生）
- 1833年：阿德里安-马里·勒让德，法國数学家（1752年出生）
- 1862年：塞繆爾·柯特，美國發明家、實業家，左輪手槍的發明者（1814年出生）
- 1904年：讓-里奧·傑洛姆，法国画家（1824年出生）
- 1914年：夏瑞芳，中国商务印书馆创办人之一（1871年出生）
- 1917年：水牛比爾，美國軍人、美洲野牛獵手、馬戲表演者（1846年出生）
- 1922年：大隈重信，日本政治家，第8、17任內閣總理大臣（1838年出生）
- 1926年：英斂之，清末民初教育家、記者（1867年出生）
- 1935年：特迪·弗拉克，澳大利亞男子田徑、網球運動員（1873年出生）
- 1947年：織田作之助，日本小說家（1913年出生）
- 1951年：辛克莱·刘易斯，美国作家，1930年诺贝尔文学奖得主（1885年出生）
- 1951年：仁科芳雄，日本物理學家（1890年出生）
- 1957年：加夫列拉·米斯特拉爾，智利作家，1945年诺贝尔文学奖得主（1889年出生）
- 1961年：達許·漢密特，美國作家（1894年出生）
- 1965年：弗雷德里克·弗利特，英國海員，鐵達尼號瞭望員（1887年出生）
- 1970年：帕維爾·別利亞耶夫，蘇聯太空人（1925年出生）
- 1971年：可可·香奈尔，法国服装设计师（1883年出生）
- 1976年：德爾伯特·雷·富爾克森，美國數學家（1924年出生）
- 1986年：雅罗斯拉夫·塞弗尔特，捷克作家，1984年诺贝尔文学奖得主（1901年出生）
- 1990年：栃錦清隆，日本相撲力士，第44代橫綱（1925年出生）
- 1997年：亚历山大·R·托德，英国化学家，1957年诺贝尔化学奖得主（1907年出生）
- 2002年：钟敬文，中国民俗学家（1903年出生）
- 2007年：曹達華，香港電影導演、演員（1916年出生）
- 2008年：張立昌，中国政府官员，中國共產黨第十六屆中央政治局委員（1939年出生）
- 2014年：黃俊英，臺灣政治人物、資深中國國民黨黨員，第十一屆中華民國考試院考試委員（1941年出生）
- 2015年：司馬燕，香港演員（1963年出生）
- 2016年：大衛寶兒，英國歌手（1947年出生）
- 2020年：卡布斯·本·赛义德·阿勒赛义德，阿曼蘇丹（1940年出生）
- 2022年：水島新司，日本漫畫家（1939年出生）
- 2022年：趙赫，中國電視節目主持人（1961年出生）
- 2022年：迪恩·蘭多爾，千里達與托巴哥男子短跑運動員（1992年出生）
- 2023年：康斯坦丁二世，希臘王國末代國王（1940年出生）
- 2023年：喬治·佩爾，澳洲籍天主教司鐸級樞機（1941年出生）
- 2023年：傑夫·貝克，英國搖滾吉他手（1944年出生）
- 2023年：何平，中國電影導演（1957年出生）
- 2025年：邵家臻，香港社會工作者，前香港立法會議員（1969年出生）

## 节假日和习俗
- 天主教會：聖佳德慶節
- 中国：110宣传日、中国人民警察节
- ：伏都教節
- 巴哈马：多数派掌权日
- 福克蘭群島：玛格丽特·撒切尔日
- 日本：110之日
- 巴基斯坦：工程師節